# Arriën

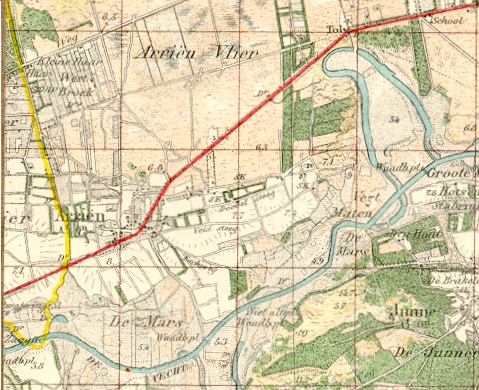
Arriën in 1915

Arriën is een buurtschap in de gemeente Ommen in de Nederlandse provincie Overijssel.

## Wordingsgeschiedenis
Arriën is van oorsprong een esdorp. Op de kaart uit 1915 is goed te zien dat de akkercomplexen op de hoger gelegen es tussen de Vecht en het dorp liggen. De lagere marsgronden bij de Vecht zijn graslanden. Ten noorden van het dorp ligt het Arriërveld, een uitgestrekt heideveld dat tot de gemeenschappelijke gronden (marke) van Arriën behoorde. Deze gronden waren aan de noordzijde, aan de Drentse kant, niet duidelijk begrensd. Voor de boeren aan de Drentse kant, uit Zuidwolde, gold hetzelfde. Ze liepen ongeveer tot zover het zicht reikte. De heidevelden zijn in de eerste helft van de twintigste eeuw ontgonnen en op de es wordt anno 2004 ook veeteelt bedreven.

## Huidige gegevens
De buurtschap Arriën ligt op ongeveer 22 kilometer ten zuiden van Hoogeveen, en ligt ten oosten van de stad Ommen aan de noordzijde van de Overijsselse Vecht en aan de provinciale weg N34. Sinds 2011 is dit een lokale verbindingsweg. Het doorgaande verkeer maakt gebruik van de verlengde N36 die door het Arriërveld tussen de rotonde Witte Paal en de N48 is aangelegd. Arriën heeft in 2023 390 inwoners. Het Ommer sportpark Westbroek is in 2008 en 2009 in het noordwesten van de buurtschap aangelegd.

## Werkkamp
In Arriën was een werkkamp, Kamp Arriën dat tijdens de Tweede Wereldoorlog gebouwd werd in opdracht van de Rijksdienst voor de Werkverruiming. Het kamp is in 1969 gesloopt.